# سفارة تركيا في بولندا
سفارة تركيا في بولندا هي أرفع تمثيل دبلوماسي لدولة تركيا لدى بولندا. تقع السفارة في وارسو وهي تهدف لتعزيز المصالح التركية في بولندا.

## وصلات خارجية
- قائمة سفارات تركيا
- قائمة السفارات في بولندا